# Eyüp Can
Eyüp Can est un boxeur turc né le 3 août 1964 à Konya.

## Carrière
Sa carrière amateur est principalement marquée par une médaille de bronze remportée aux Jeux olympiques de Los Angeles en 1984 dans la catégorie poids mouches et par une autre médaille de bronze obtenue lors des championnats du monde de Reno en 1986.

## Palmarès

### Jeux olympiques
- Médaille de bronze en -48 kg aux Jeux de 1984 à Los Angeles, États-Unis

### Championnats du monde de boxe amateur
- Médaille de bronze en -48 kg aux championnats du monde en 1986 à Reno,  États-Unis